# Elatostema papillosum
Elatostema papillosum es una especie de planta del género Elatostema, perteneciente a la familia Urticaceae.

## Taxonomía
Elatostema papillosum fue descrita por Hugh Algernon Weddell en 1856.

## Distribución
Se encuentra en el territorio de Nepal hasta el sureste del Tíbet y Bangladesh.